# Isusove male sestre
Isusove male sestre su rimokatolički kontemplativni crkveni red. Osnovala ih je mala sestra Magdalena na blagdan Male Gospe 1939. u Alžiru, po uzoru na život i duhovnost Charlesa de Foucaulda, te na Isusovu malu braću. Žive u malim zajednicama, često različitih narodnosti, kontemplacijskim redovničkim životom njegujući u svojem redovničkom pravilu poniznost, jednostavnost i poštovanje svakoga čovjeka. Djeluju u sedamdesetak država okupljajući preko 1300 malih sestara.
U Hrvatskoj su postojale dvije zajednice, u Zagrebu i Aljmašu. Sestre su u Svetištu Gospe od Utočišta bile prisutne od 1969. do 2011. U Zagrebu su gotovo trideset godina djelovale u Trnju, radeći u više tvornica. Tijekom Domovinskoga rata djelovale su i u izbjegličkom kampu Gašinci u Đakovu te u Karlovcu i Središnjoj Hrvatskoj. Zajednice djeluju u Dubravi (od 2007.) i u Travnom (od 2015.). Zajednice iz Zagreba, Beograda, Ruskog Krstura (Vojvodina) čine jednu zajednicu čija glavna i odgovorna sestra je u Budimpešti.